# David Jaffe

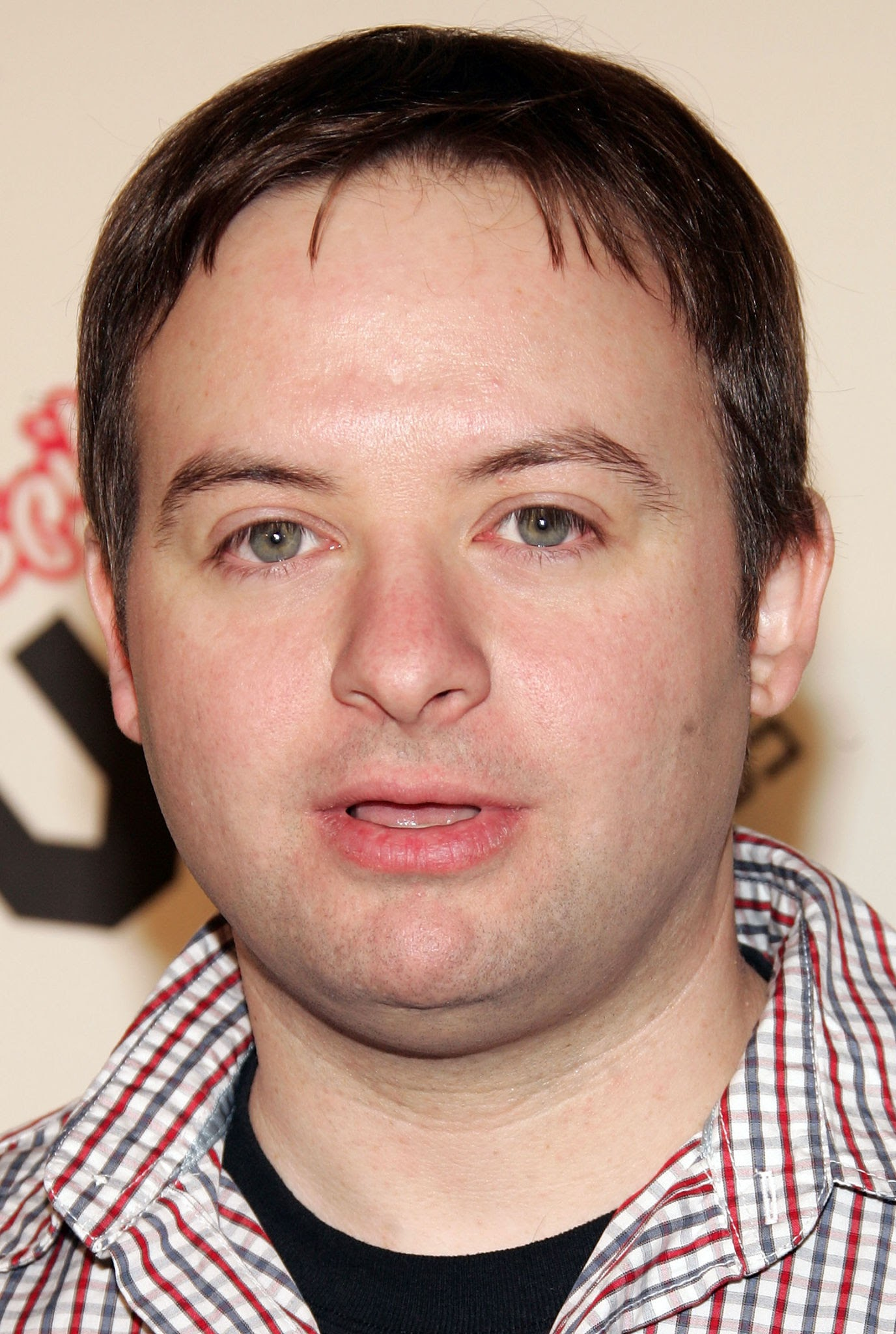
David Jaffe, 2021

David Jaffe (* 1. Dezember 1973 in Birmingham, Alabama) ist ein US-amerikanischer Videospiel-Designer.

## Privates
Jaffe besuchte die University of Southern California in Los Angeles. Anfangs wollte er mit dem Studium erreichen Regisseur zu werden, schaffte dies jedoch nicht und ging zu Sony. Jaffe ist verheiratet, hat zwei Kinder und lebt in San Diego.

## Karriere
Anfangs noch als Tester bei SCEA, entwickelte er später die populären Twisted-Metal-Spiele. 2005 erschien mit dem Action-Adventure God of War schließlich sein bisher größter Erfolg. Das Spiel wurde vom bekannten Spieleportal IGN als bestes PS2-Spiel aller Zeiten ausgezeichnet. Jaffe war auch Creative Director bei der Fortsetzung God of War II, überließ aber Cory Barlog den Posten des Game Directors, da sich Jaffe gleichzeitig um sein PS3-Rennspiel Calling all Cars! für das PlayStation Network kümmerte.
Ende Juli 2007 erklärte Sony Computer Entertainment of America, dass David Jaffe das Unternehmen verlässt, um mit Scott Campbell von Incognito Studios die Firma Eat Sleep Play zu leiten. Das erste Spiel des Unternehmens war die Portierung des PSP-Titels Twisted Metal: Head On für die PlayStation 2.
Am 7. Februar 2012 wurde bekannt, dass David Jaffe das Entwicklerstudio Eat Sleep Play verlässt und sich künftig auf eigene Projekte im Casual-Game-Bereich konzentrieren wolle. Mit seinem 2013 gegründeten Studio The Bartlet Jones Supernatural Detective Agency entwickelte er den Shooter-Titel Drawn to Death, der wenig Anklang fand. 2018 schloss Jaffe das Studio wieder.

## Veröffentlichte Spiele
- 1993: Cliffhanger (NES, SNES, Mega Drive, Mega-CD)
- 1993: Skyblazer (SNES)
- 1994: Mickey Mania (SNES, Mega Drive, Mega-CD)
- 1995: Twisted Metal (Win, PlayStation)
- 1996: Twisted Metal 2 (Win, PlayStation)
- 2001: Twisted Metal: Black (PS2)
- 2001: Kinetica (PS2)
- 2005: God of War (PS2)
- 2007: God of War II (PS2)
- 2007: Calling All Cars! (PS3)
- 2012: Twisted Metal (PS3)
- 2017: Drawn to Death (PS4)